# Abadehmatta
Abadehmattor är handknutna persiska mattor från byn Abadeh. De är knutna med persisk knut av ullgarn med varp och inslag av bomull, och är mycket fasta och slitstarka.